# Nanyuki

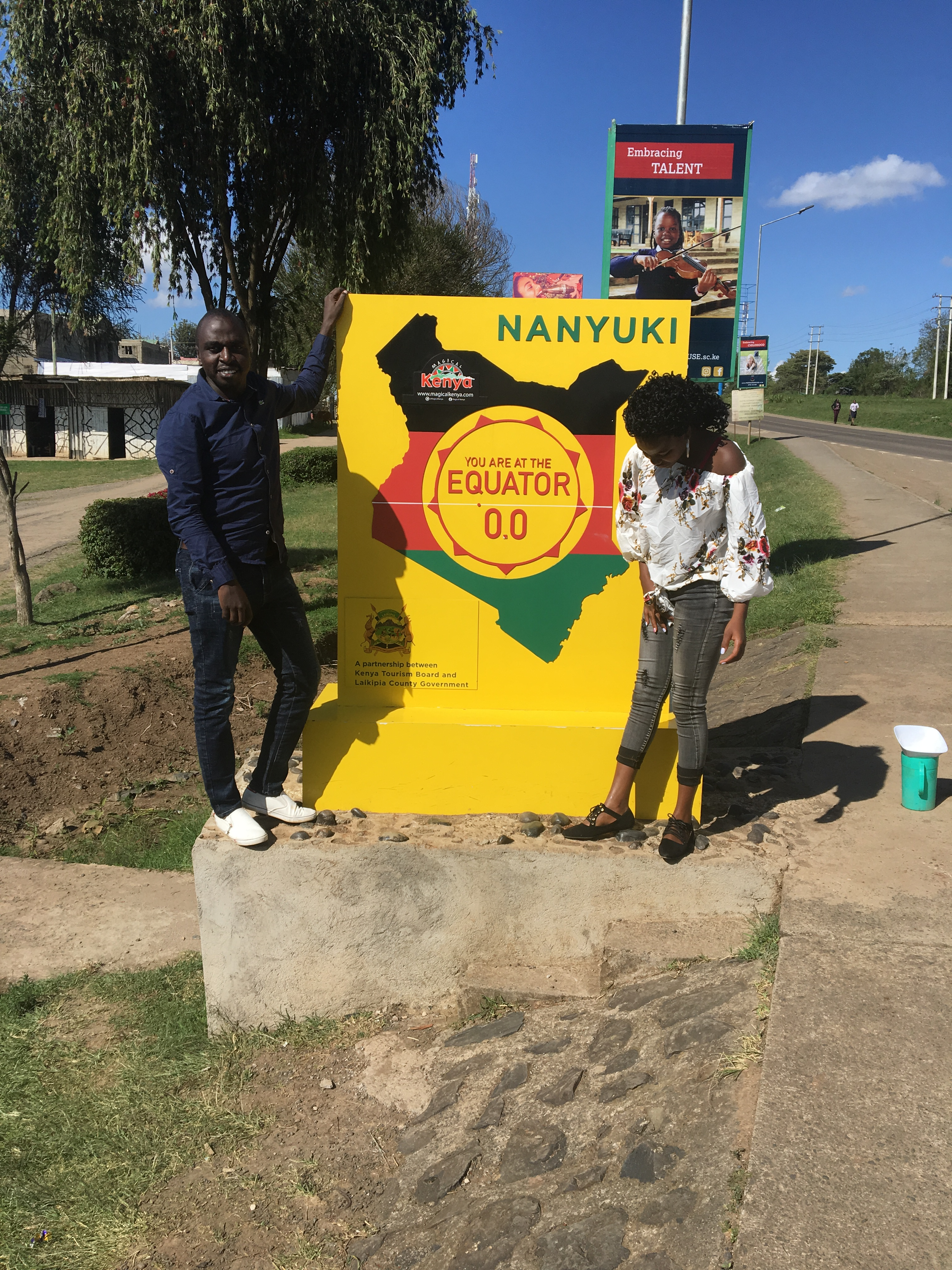
Franchissement de l'équateur à Nanyuki.

Nanyuki est une ville de la province de la vallée du Rift du Kenya, au nord-ouest du mont Kenya. L'équateur passe dans les quartiers sud de la ville.
Elle a été fondée en 1907 par des colons britanniques. Elle abrite aujourd'hui la base aérienne principale de la Kenya Air Force et une base de la British Army qui pratique des exercices annuels sur la montagne et dans les zones arides au nord.
L'économie repose sur le commerce. Les magasins, à l'origine tenus par des Indiens qui constituent encore une part importante de la population, fournissent les fermes et les parcs environnants. La ville est à proximité du point de départ des itinéraires Sirimon et Burguret vers le mont Kenya et possède de nombreux hôtels et restaurants. Le textile représente une activité non négligeable. La ville possède un petit aéroport à 6,5 kilomètres du centre.

## Personnalités liées
- Meja Mwangi (1948-), écrivain.
- Digby Tatham-Warter, militaire anglais y est mort en 1993.
- Chris Bailey (chanteur) (1957-2022), chanteur australo-irlandais, membre fondateur du groupe australien The Saints.